# Písmo s dvojitou šířkou

Srovnání písma s dvěma šířkami s klasickým neproporcionálním písmem

Písmo s dvojitou šířkou je rodina písma, která má kromě glyfů jedné šířky i glyfy šířky dvojnásobné. Tím se liší od proporcionálních písem, která používají mnoho různých šířek, i od neproporcionálních písem, která používají pro všechny znaky stejnou šířku.
Typickými zástupci písem s dvojitou šířkou jsou takzvaná písma s plnou a poloviční šířkou používaná pro čínské, japonské a korejské znaky, ale k rozhodnutí zavést znaky dvou šířek může vést i například potřeba vykreslovat různé technické symboly a jiné složité piktogramy z Unicode.
Příkladem písma s dvojitou šířkou je GNU Unifont.